# Condado de Lawrence (Illinois)
El condado de Lawrence (en inglés: Lawrence County) es un condado en el estado estadounidense de Illinois. En el censo de 2000 el condado tenía una población de 15 452 habitantes. La sede de condado es Lawrenceville. El condado fue formado en 1821 a partir de los condados de Crawford y Edwards. Fue nombrado en honor a James Lawrence, un oficial naval que murió durante la Guerra anglo-estadounidense de 1812.

## Geografía
Según la Oficina del Censo, el condado tiene un área total de 968 km² (374 sq mi), de la cual 963 km² (372 sq mi) es tierra y 5 km² (2 sq mi) (0,52%) es agua.

### Condados adyacentes
- Condado de Crawford (norte)
- Condado de Knox, Indiana (este)
- Condado de Wabash (sur)
- Condado de Richland (oeste)

## Autopistas importantes
- U.S. Route 50
- Ruta Estatal de Illinois 1
- Ruta Estatal de Illinois 33
- Ruta Estatal de Illinois 250

## Demografía
En el  censo de 2000, hubo 15 452 personas, 6309 hogares y 4252 familias residiendo en el condado. La densidad poblacional era de 42 personas por milla cuadrada (16/km²). En el 2000 había 7014 unidades habitacionales en una densidad de 19 por milla cuadrada (7/km²). La demografía del condado era de 97,97% blancos, 0,76% afroamericanos, 0,14% amerindios, 0,12% asiáticos, 0,27% de otras razas y 0,74% de dos o más razas. 0,89% de la población era de origen hispano o latino de cualquier raza. 
La renta promedio para un hogar del condado era de $30 361 y el ingreso promedio para una familia era de $37 050. En 2000 los hombres tenían un ingreso medio de $28 428 versus $18 727 para las mujeres. La renta per cápita para el condado era de $17 070 y el 13,70% de la población estaba bajo el umbral de pobreza nacional.

## Ciudades y pueblos
| - Birds - Bridgeport | - Lawrenceville - Riddleville | - Russellville - St. Francisville | - Sumner |